# Sechsstrahliges Flugzeug

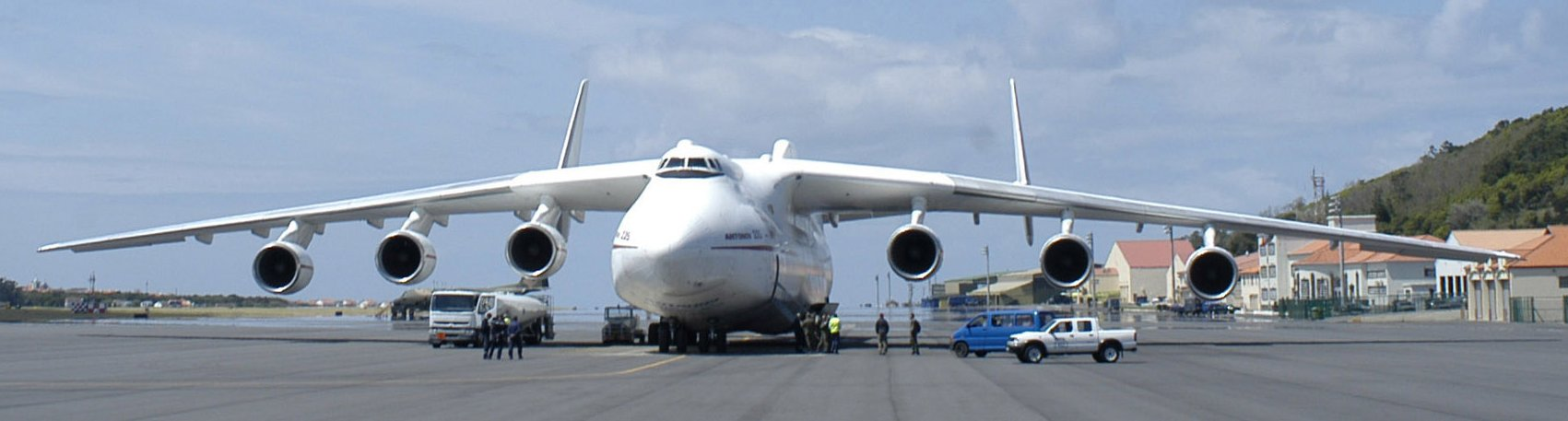
Sechs Mantelstromtriebwerke in Triebwerksgondeln (Antonow An-225)

Bei sechsstrahligen Flugzeugen werden sechs Strahltriebwerke eingesetzt, um einen ausreichend hohen Schub zu erreichen. Diese Konfiguration wurde nur für militärische Zwecke als strategischer Bomber B-47 der USAF in der Zeit des Kalten Krieges, für das längste Transportflugzeug (An-225) der früheren UdSSR oder bei Prototypen genutzt. Neuentwicklungen sechsstrahliger Flugzeugtypen wurden ab 1988 dreißig Jahre lang nicht unternommen.
Einsatzfähig ist nur noch die 2019 erstmals geflogene Scaled Composites Stratolaunch.

## Geschichtliche Entwicklung
Als erstes Muster eines sechsstrahligen Flugzeugs gilt die von den Junkers Flugzeug- und Motorenwerken im Jahre 1944 entwickelte Ju 287, bei der sechs Strahlturbinen zur Schubverstärkung kombiniert wurden, sowie deren Nachfolgerin EF 131.
Nach dem Ende des Zweiten Weltkrieges entwickelten die USA einen strategischen Bomber, die Boeing B-47 Stratojet, und produzierten über 2.000 Exemplare. Die Aufklärerversion RB-47 war bis 1977 im Einsatz.
Ende der 1960er Jahre versuchte man in den USA, senkrechtstartende Flugzeuge (VTOLs) zu entwickeln in Form zweier Lockheed VZ-10 mit 4 vertikalen und 2 horizontalen Düsen. Die Flugversuche brachten nicht den erwünschten Erfolg; einer der beiden Prototypen stürzte schließlich 1969 bei einem Erprobungsflug ab.
Ein anderer deutscher Versuch des Entwicklungsrings Süd (EWR) in den Jahren 1959–1968, ein VTOL-Flugzeug mit sechs Triebwerken zu bauen, die EWR VJ 101, war nicht erfolgreich. Vier der Düsentriebwerke waren kippbar außen an den Tragflächen angebracht, um nach einem senkrechten Start durch das Schwenken der Düsen aus der Senkrechten in die Horizontale einen normalen Flug zu ermöglichen. Die beiden anderen Triebwerke waren fest senkrecht im Rumpf eingebaut, um während des Starts und der Landung den Auftrieb zu erhöhen. Dieses Projekt wurde 1968 abgebrochen.
Mitte der 1980er-Jahre entwickelte und baute der ukrainische (damals noch sowjetische) Hersteller Antonow die An-225 mit 1.220 m³ Transportvolumen, das heute noch längste und bis zum Jahr 2019 auch Flugzeug mit der größten Flügelspannweite. Es wurde nur ein einziges Exemplar fertiggestellt, welches im Zuge des Überfalls auf die Ukraine beim Angriff auf den Flughafen Hostomel weitgehend zerstört wurde. Ein weiteres wurde bis zum Zerfall der Sowjetunion nur noch teilweise zusammengebaut. Die An-225 wurde weltweit als Transportmittel für besondere Aufgaben von der ukrainischen Antonov Airlines im Charterverkehr betrieben.

## Klassifizierung sechsstrahliger Flugzeuge nach Einsatz, Abmessung und Produktion
Hinweis zur Tabelle: Zum schnellen Überblick sind die im Jahr 2019 eingesetzten Flugzeugtypen hellblau hinterlegt. Die Spalten lassen sich durch Anklicken der kleinen Pfeile in der Überschriftenleiste sortieren.
| Flugzeugtyp                    | Bild       | Produktion (Zeitraum) | Stück Produktion (2019) | Stück einsatz- fähig (2022) | Land                          | Länge in m | Spann- weite in m | Reichweite in km | Start- masse in t | Bemerkung |
| ------------------------------ | ---------- | --------------------- | ----------------------- | --------------------------- | ----------------------------- | ---------- | ----------------- | ---------------- | ----------------- | --- |
| Antonow An-225 Mrija / Cossack | An-225     | 1988                  | 1                       | --                          | Ukraine (frühere Sowjetunion) | 84 m       | 88 m              | 2.500 km         | 600 t             | längstes Flugzeug, ca. 350 t Zuladung (intern 250 t, extern 90 t), leer bis 15.400 km Reichweite, ursprünglich Nutzung zum Transport des Raumgleiters Buran. Wurde bei Kämpfen um den Flughafen Hostomel weitgehend zerstört |
| Boeing B-47 Stratojet          | B-47       | 1945–1956             | 2.032                   | --                          | Vereinigte Staaten            | 32 m       | 35 m              | 6.500 km         | 94 t              | strategischer Bomber, 1977 außer Dienst gestellt |
| EWR VJ 101                     | EWR VJ 101 | 1963–1964             | 2                       | --                          | Deutschland                   | 15 m       | 6 m               |                  | 6 t               | experimentelle Prototypen eines VTOL-Jagdflugzeugs |
| Junkers Ju 287/ OKB-1 EF 131   | Ju 287 V1  | 1944                  | 2                       | --                          | Deutsches Reich               | 18 m       | 20 m              | 2.100 km         | 20 t              | experimentelle Prototypen eines Bombers mit 4 und 6 Strahltriebwerken |
| Lockheed XV-4B (62-4504)       | [ 6 ]      | 1962–1963 (ca.)       | 1                       | --                          | Vereinigte Staaten            | 10 m       | 7 m               |                  | 3 t               | experimentelle Prototypen |
| Martin XB-48                   | XB-48      | 1944–1947 (ca.)       | 2                       | --                          | Vereinigte Staaten            | 26 m       | 33 m              | 2.900 km         | 46 t              | experimentelle Prototypen |
| North American XB-70 Valkyrie  | XB-70      | 1964–1965             | 2                       | --                          | Vereinigte Staaten            | 59 m       | 32 m              | 12.000 km        | 249 t             | experimentelle Prototypen, dreifache Schallgeschwindigkeit |
| Scaled Composites Stratolaunch |            | 2019                  | 1                       | 1                           | Vereinigte Staaten            | 65,5 m     | 117 m             | 15.000 km        | 545 t             | Spezialflugzeug für den Start von Raketen |